# Мостовий Дмитро
Мостовий Дмитро («Зір»; 1923 (1924?), с. Старе Місто Підгаєцького р-ну Тернопільської обл. – 5.03.1945, с. Болотня Перемишлянського р-ну Львівської обл.) – чотовий УПА, Лицар Бронзового хреста бойової заслуги УПА.

## Життєпис
Освіта – 7 класів народної школи. Член Юнацтва ОУН. Ймовірно, навчався у підстаршинській школі ВО «Лисоня» (08.-09.1944). Ройовий (09.1944), а відтак командир чоти (12.1944–03.1945) сотні УПА «Риболовці». 5.03.1945 р. у с. Болотня Перемишлянського р-ну Львівської обл. важко поранений у бою з польським винищувальним батальйоном, помер і там же похований. Булавний УПА (1.01.1945).

## Нагороди
Згідно з Наказом крайового військового штабу УПА-Захід ч. 10 від 14.01.1945 р. стрілець УПА, командир чоти сотні УПА «Риболовці» Дмитро Мостовий – «Зір» нагороджений Бронзовим хрестом бойової заслуги УПА з датою 1.01.1945 р. 